# The Racer
The Racer in Kings Island (Mason, Ohio, USA) ist eine doppelte Holzachterbahn des Herstellers Philadelphia Toboggan Coasters, die am 29. April 1972 eröffnet wurde.
Als die Bahn im Coney Mall Themenbereich des Parks eröffnet wurde, fachte Racer eine Achterbahn-Renaissance und eine Rückkehr der Holzachterbahnen an. The Racer wird mit dem Beginn des zweiten goldenen Zeitalters der Achterbahnen angerechnet.

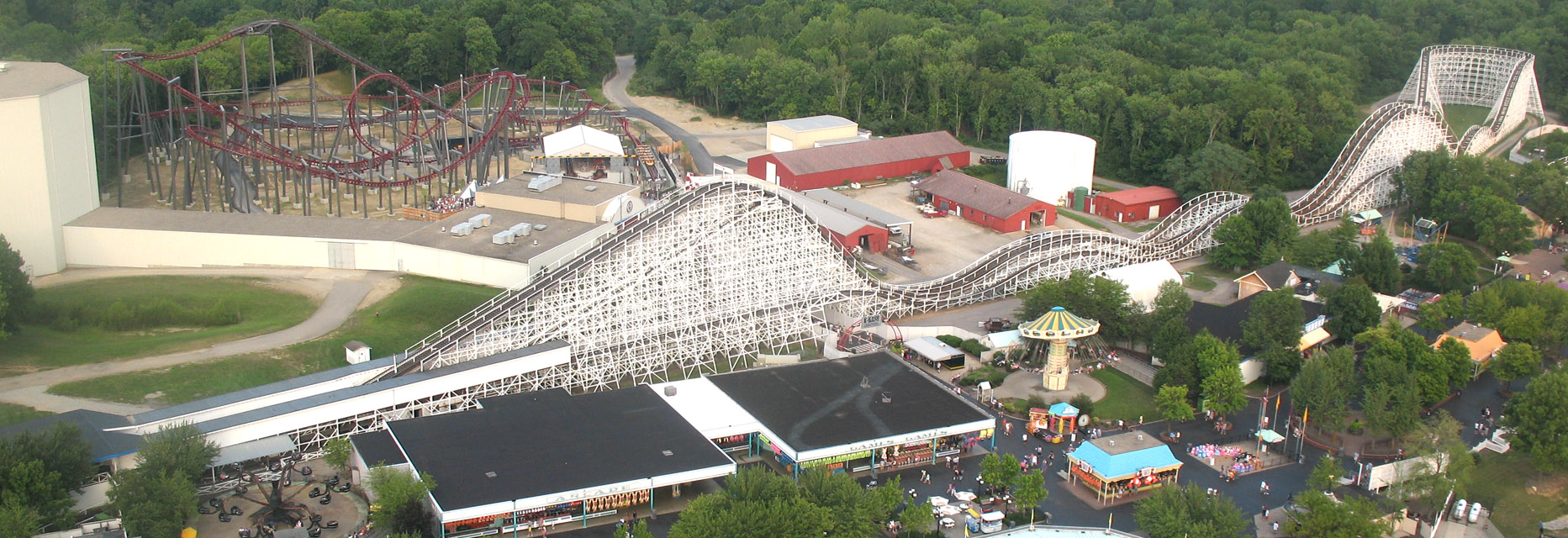
Übersicht

Sie besitzt zwei spiegelbildlich gebaute Spuren. Bis 1982 fuhren die Züge auf beiden Spuren vorwärts, danach fuhr der Zug auf einer der beiden Spuren immer rückwärts, während der andere Zug vorwärts fuhr.
The Racer ist eine von vier Holzachterbahnen des Parks, neben The Beast, Mystic Timbers und Woodstock Express.
Don Helbig hält mit 12.000 Fahrten den Rekord für die meisten Fahrten auf Racer.
Am 18. Mai 2007 erhielt die Bahn die Auszeichnung Coaster Landmark Award der American Coaster Enthusiasts.

## Züge
The Racer besitzt vier Züge mit jeweils fünf Wagen. In jedem Wagen können sechs Personen (drei Reihen à zwei Personen) Platz nehmen. Die Fahrgäste müssen mindestens 1,20 m groß sein, um mitfahren zu dürfen.